# Kai Siegbahn
Kai Manne Börje Siegbahn (Lund, 20 april 1918 – Ängelholm, 20 juli 2007) was een Zweeds natuurkundige en hoogleraar aan de universiteit van Uppsala. In 1981 was hij een van de winnaars van de Nobelprijs voor Natuurkunde. Hij kreeg de Nobelprijs samen met Nico Bloembergen, een Amerikaan van Nederlandse komaf, en de Amerikaan Arthur Schawlow vanwege hun bijdrage aan de ontwikkeling van laserspectroscopie. Siegbahn werd specifiek geëerd vanwege zijn bijdrage aan de hoge-resolutie-elektronenspectroscopie.

## Biografie
Kai Siegbahn werd geboren als tweede zoon van natuurkundige Manne Siegbahn – winnaar van de Nobelprijs in 1924 – en zijn echtgenote Karin Högbom. Na het gymnasium studeerde hij van 1836 tot 1942 natuur-, wis- en scheikunde aan de universiteit van Uppsala en promoveerde in 1944 aan de universiteit van Stockholm. Van 1942 tot 1952 verrichtte hij onderzoek bij het Nobel-instituut voor de natuurkunde. In 1951 werd hij benoemd tot hoogleraar natuurkunde aan de Koninklijke Technische Hogeschool Stockholm.
In 1954 verkreeg hij een leerstoel aan de universiteit van Uppsala, dezelfde leerstoel die zijn vader jaren daarvoor ook bezet had. Siegbahn werkte op het gebied van de atoom- en molecuulfysica, de kernfysica, plasma-natuurkunde en de elektronenoptica. Van eind 1950 tot begin 1960 ontwikkelde Siegbahn met anderen aan de universiteit nieuwe technieken om scheikundige analyses van materialen te verrichten met behulp van hoge-resolutie elektronenspectroscopie, door hem electron spectroscopy for chemical analysis (ESCA) genoemd. Siegbahns methodologie zorgde voor belangrijke verbeteringen ten opzichte van eerdere spectroscopietechnieken en zijn team paste ESCA dan ook met succes toe op de analyse van gassen en vloeistoffen alsmede vaste stoffen. Zijn ESCA-technologie veranderde elektronenspectroscopie van een laboratoriumconcept met zeer beperkte toepassingen in een breed toepasbaar stuk gereedschap.
Op 23 mei 1944 huwde hij Anna Brita Rhedin, met wie hij drie zonen kreeg: Per, Hans en Nils. Hij overleed op 89-jarige leeftijd in zijn zomerhuisje in Ängelholm als gevolg van een hartverlamming.
Siegbahn was lid van vele wetenschappelijke genootschappen, waaronder de Koninklijke Zweedse Academie van Wetenschappen, erelid van de American Academy of Arts and Sciences en president van de International Union of Pure and Applied Physics (IUPAP).